# ララカイ・フォケティ
ララカイ・フォケティ（Lalakai Foketi、1994年12月22日 - ）は、スーパーラグビー・パシフィック、ワラターズに所属するラグビー選手。

## プロフィール
- ニュージーランド・ハミルトン出身[1]。
- ポジションはセンター(CTB)。
- 身長 180cm、体重 95kg
- U20オーストラリア代表に選ばれたことがある[2]。
- オーストラリア代表キャップは9（2024年2月現在）でワールドカップ2023のオーストラリア代表に選ばれた[3]。

## 略歴
マンリー・マーリンズ、レベルズ、グレイター・シドニーラムズ、バイヨンヌ、ベイ・オブ・プレンティ、イースタンサバーブスRUFCを経て、2017年、ワラターズに加入。